# Barbara Bergelt
Barbara Bergelt geb. Käthler (* 24. April 1941 in Berlin; † 7. März 2025) war eine hessische Politikerin (SPD) und Abgeordnete des Hessischen Landtags.

## Ausbildung und Beruf
Barbara Bergelt, die evangelischer Konfession war, besuchte 1951 bis 1960 die Eleonorenschule in Darmstadt und legte dort das Abitur ab. 1960 bis 1966 studierte sie Französisch und Geschichte auf Lehramt und bestand 1966 das erste Staatsexamen für das Lehramt an Gymnasien an der Universität Marburg. Dort war sie von 1966 bis 1967 wissenschaftliche Assistentin am Seminar für Neuere Geschichte. Nach dem Referendariat in den Jahren 1967 bis 1969 legte sie in Gießen das zweite Staatsexamen für das Lehramt an Gymnasien ab und arbeitete von 1969 bis 1995 als Lehrerin für Französisch, Geschichte und Mathematik am Johanneum Gymnasium Herborn.

## Politik
Barbara Bergelt trat der SPD bei und war in der Partei in verschiedenen Vorstandsämter tätig. So war sie seit 1974 Vorstandsmitglied im SPD-Ortsverein Herborn-Merkenbach, seit 1993 Vorstandsmitglied im SPD-Unterbezirk Lahn-Dill und seit 1980 stellvertretende Unterbezirksvorsitzende der AsF Lahn-Dill.
Kommunalpolitisch war sie von 1979 bis 1989 Mitglied der SPD-Fraktion im Kreistag des Lahn-Dill-Kreises und dort 1981 bis 1985 stellvertretende Fraktionsvorsitzende. Von 1985 bis 1989 war sie Vorsitzende des Ausschusses für Landwirtschaft und Umwelt und 1989–1993 Mitglied des Kreisausschusses des Lahn-Dill-Kreises. Seit 1996 war sie Mitglied der AWO.
Von 1995 bis 2003 war sie über zwei Wahlperioden hinweg Mitglied des Hessischen Landtags. 1995 wurde sie im Wahlkreis Lahn-Dill I direkt gewählt, 1999 über die Landesliste. Sie war drogenpolitische Sprecherin der SPD-Fraktion im Hessischen Landtag. Vorher war sie seit 30 Jahren ehrenamtlich in der Kommunalpolitik tätig. 1999 war sie Mitglied der Bundesversammlung.

## Ehrungen
Barbara Bergelt erhielt 2006 das Bundesverdienstkreuz am Bande.